# Efraín Valdez
Efraín Antonio Valdez (nacido el 11 de julio de 1966 en Nizao) es un ex lanzador dominicano que jugó en las Grandes Ligas de Béisbol. Valdez jugó con los Indios de Cleveland en 1990 y 1991 y Diamondbacks de Arizona en 1998. También jugó para la Organización Coreana de Béisbol con los Mellizos LG en el 2001.

## Carrera
La carrera Valdez duró 20 años y durante ese tiempo jugó con un gran número de clubes en 5 países diferentes: Estados Unidos, República  Dominicana, México, Taiwán y Corea del Sur.

### Organización de los Padres de San Diego
Valdez empezó su carrera como jugador profesional el 4 de mayo de 1983, cuando fue firmado por los Padres de San Diego como amateur. Fue asignado al equipo de clase "A" Spokane Indians de la Northwest League. Después de jugar dos temporadas, 1983 y 1984, con los Spokane, Valdez fue adquirido  por los Rangers  de Texas el 10 de diciembre de 1984.

### Organización de los Rangers de Texas
A pesar de que no jugó en las ligas menores en 1985, Valdez comenzó a jugar profesionalmente  fuera de los Estados Unidos, jugando una temporada en la Dominican Summer League. Comenzó la temporada de 1986 en la Liga Mexicana pero regresó a la organización de los Rangers, donde fue asignado al equipo de clase doble "A" Tulsa Drillersde de la Texas League. En 1987, Valdez fue enviado al equipo de clase "A" Charlotte Rangers de la Florida State League y pasó un tiempo antes de regresar a los Drillers. Después de otra temporada con los Tulsa en 1988, Valdez fue adquirido por los Indios de Cleveland en el rule 5 draft del 5 de diciembre de 1988.

### Organización de los Indios de Cleveland
Los Indios asignaron a Valdez al equipo de clase doble-A los Canton-Akron Indians de la Eastern League, donde jugaría durante la temporada de 1989.
La temporada de 1990 fue un año muy destacado para Valdez. Comenzó la temporada en triple A  con los Colorado Springs Sky Sox de la Pacific Coast League, luego hizo su debut en Grandes Ligas el 13 de agosto de 1990 con los Indios.  El 21 de septiembre, Valdez obtuvo su única victoria en las Grandes Ligas contra los Azulejos  de Toronto.
Valdez, una vez más vio acción con los Colorado Springs Sky Sox y los Indios de Cleveland durante la temporada de 1991. Sin embargo, fue colocado en la lista de waivers por los Indios y luego seleccionado de la lista de waivers por los Azulejos de Toronto el 3 de julio de 1991.

### Organización de los Azulejos de Toronto
Después de ser recogido por Toronto, Valdez fue asignado al equipo de triple-A los Syracuse Chiefs de la International League, donde terminó la temporada de 1991. El 15 de octubre de 1991, a Valdez se le otorgó la agencia libre y firmó con los Cerveceros de Milwaukee el 28 de noviembre de 1991.

### Organización de los Cerveceros de Milwaukee
Después de firmar con Milwaukee, Valdez fue asignado al equipo de triple-A los New Orleans Zephyrs de la American Association para la temporada de 1992. Después de pasar la temporada de 1992 con los Zephyrs, una vez más, Valdez, deja los Estados Unidos y se va a jugar a México.

### Taiwán
Después de dos temporadas en la Liga Mexicana (1993-1994), Valdez jugó una temporada en  la Liga de Taiwán en 1995 antes de regresar a la Liga Mexicana por otros dos años 1996-97.

### 1998: Mets y Diamondbacks
Valdez regresó  a los Estados Unidos en 1998 cuando fue firmado como agente libre por los Mets de Nueva York el 24 de enero de 1998. Después de firmar, Valdez fue asignado al equipo de triple-A los Norfolk Tides de la International League para la temporada de 1998. El 26 de mayo de 1998, Valdez fue adquirido por los Diamondbacks de Arizona y asignado al equipo de triple-A los Tucson Sidewinders de la Pacific Coast League. Valdez tuvo un highlight esa temporada en su carrera cuando regresó a las Grandes Ligas en 1998 jugando con los Diamondbacks de Arizona.

### Resto de la carrera
Después de dejar el béisbol organizado, Valdez jugó un año en el béisbol independiente en 1999 con los Atlantic City Surf de la Atlantic League. Al año siguiente, Valdez regresó a la Liga Mexicana y jugó durante la temporada del 2000 con los Tigres de Quintana Roo. Después de pasar el 2001 con los Mellizos LG de la KBO, la carrera de Valdez llegó a su fin con dos temporadas más en la Liga Mexicana. Valdez jugó con los Cafeteros de Córdoba y Olmecas de Tabasco en 2002 y con Tabasco y Vaqueros Laguna en 2003.

## Vida personal
Valdez es el hermano mayor del ex lanzador de Grandes Ligas Carlos Valdez, y primo de otros tres exjugadores en las mayores, Sergio Valdez, Julio Valdez y Rafael Valdez.